# Orange-rote Koalition
Als orange-rote Koalition oder Chianti-Koalition bezeichnet man in Österreich eine Koalition zwischen dem Bündnis Zukunft Österreich (BZÖ) und der Sozialdemokratischen Partei Österreichs (SPÖ). Von April 2005 bis Februar 2006 wurde Kärnten von einer orange-roten Koalition regiert.
Der von den Medien geprägte Name Chianti-Koalition beruht darauf, dass Jörg Haider (damals noch bei der FPÖ) und die SPÖ sich nach der Landtagswahl in Kärnten 2004 bei einem Glas Chianti geeinigt haben sollen, eine Koalition zu bilden. Nach der Abspaltung des BZÖ von der FPÖ unter Haider wurde schließlich aus der blau-roten Koalition in Kärnten die erste orange-rote Koalition. Der Name Chianti-Koalition wurde aber weiterhin verwendet. Im Februar 2006 wurde die Koalition durch die SPÖ-Landesparteivorsitzende Gaby Schaunig aufgekündigt.